# Miko (Japan)

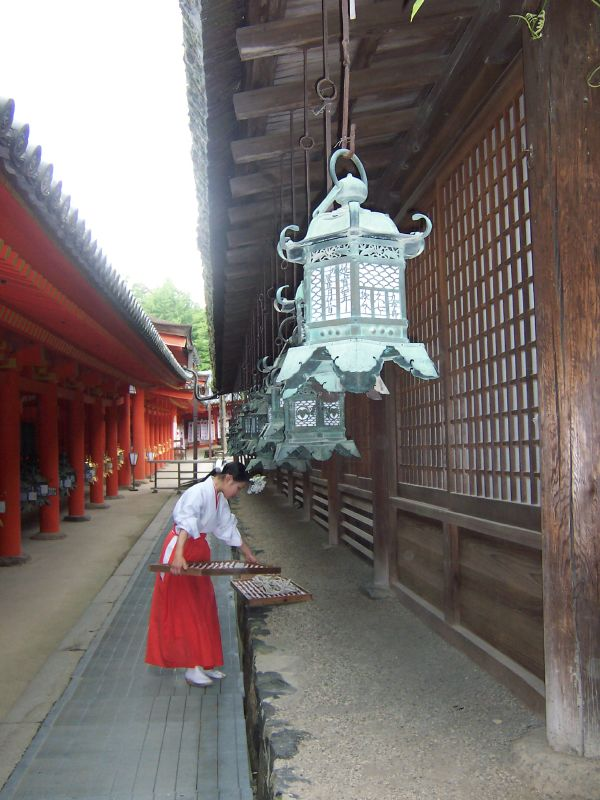
Een miko aan het werk in een tempel.

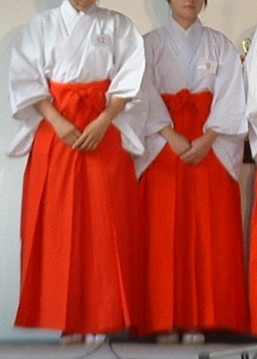
Traditionele kleding van een miko.

Miko (Japans: 巫女) zijn vrouwen, vaak van jonge leeftijd, die meestal in Shinto-tempels werken en zowel religieuze als praktische activiteiten verrichten.

## Geschiedenis
De traditie van de miko gaat terug tot de oudste geschiedenis van Japan. Oorspronkelijk was miko (神 子, letterlijk: Gods kind) de naam van sjamanen die zichzelf in trance brachten en voorspellingen deden of die de spreekbuis van de goden waren.
In een Shinto-tempel was een miko oorspronkelijk betrokken als opperpriesteres. De organisatie van de schrijnen, die begon aan het einde van de 7e en het begin van de 8e eeuw, zorgde er echter voor dat deze positie grotendeels verloren ging. Vanaf dat moment werd de betekenis van het woord voor jonge medewerkers in Shinto-tempels gebruikt. Vaak was het de dochter van de huidige priester. De rol van de miko bestond in die tijd voornamelijk uit het uitvoeren van ceremoniële dansen (miko-mai) en het assisteren van de priester bij verschillende andere ceremonies, met name bruiloften.
Sinds de moderne tijd is een miko meestal deeltijdwerker of vrijwilliger geweest, maar zij nemen dezelfde taken op zich als van oudsher. Bovendien treden ze ook vaak op als verkopers van ema, omikuji en andere religieuze voorwerpen en relikwieën die beschikbaar zijn in Shinto-tempels.

## Kleding
De traditionele kleding van de miko is een chihaya, bestaande uit een scharlakenrode hakama, als broek of als rok; een wit kimonoshirt met mouwen met ruches en vaak rode zoom; evenals een tabi. Daarnaast is het ook gebruikelijk voor een miko om strikken of andere ornamenten in het hoofdhaar te dragen, meestal in rood of wit.

## In populaire media
De miko is een veelgebruikt onderwerp in populaire Japanse media, zoals films, anime, manga en computerspellen.